# Carlos Amigo Vallejo

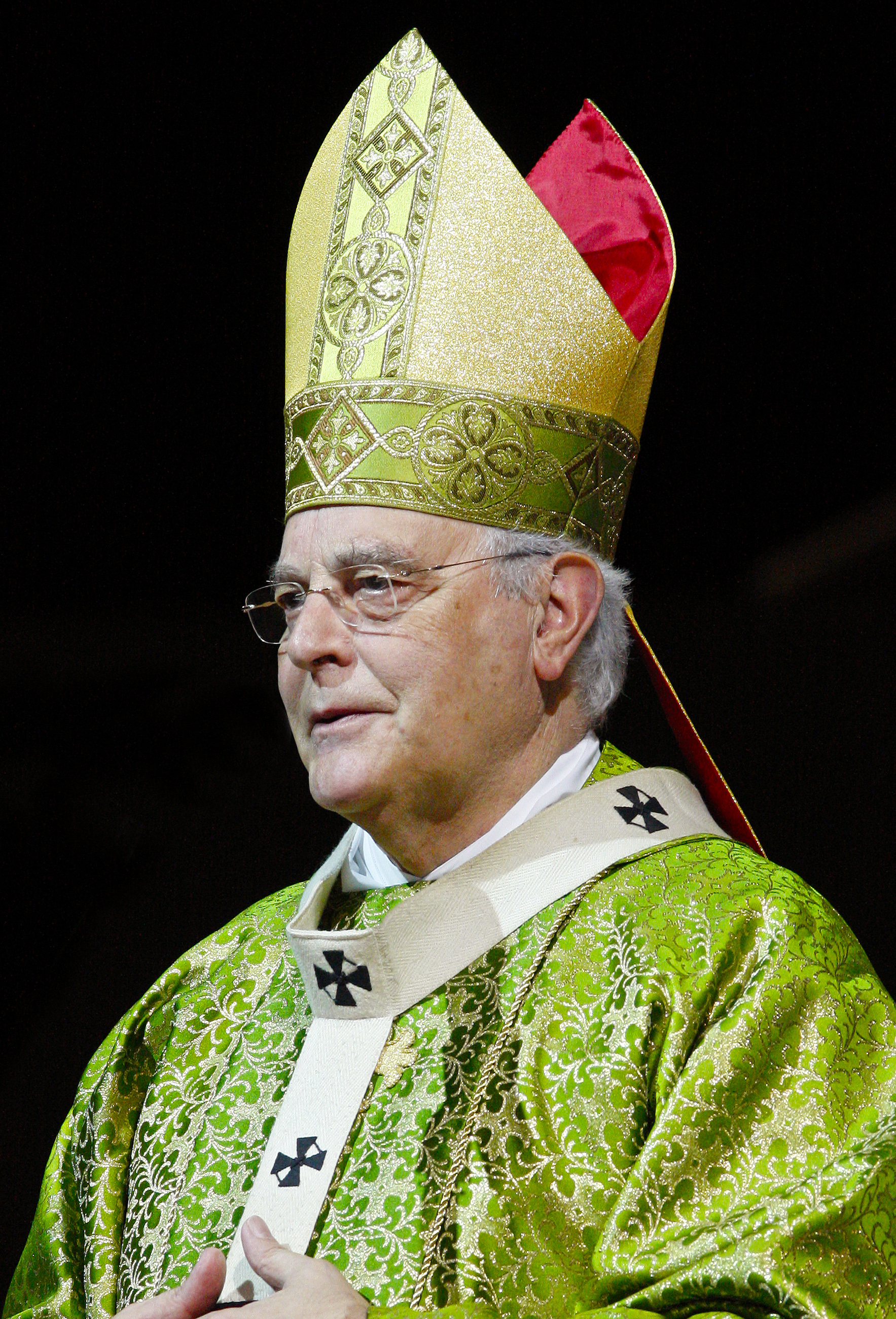
Carlos Amigo Kardinal Vallejo OFM (2008)

Kardinalswappen von Carlos Amigo Kardinal Vallejo OFM

Carlos Kardinal Amigo Vallejo OFM (* 23. August 1934 in Medina de Rioseco, Provinz Valladolid; † 27. April 2022 in Guadalajara, Provinz Guadalajara) war ein spanischer Ordensgeistlicher und römisch-katholischer Erzbischof von Sevilla.

## Leben
Carlos Amigo Vallejo studierte zunächst kurzzeitig Humanmedizin an der Universität Valladolid, bevor er der Ordensgemeinschaft der Franziskaner beitrat. Er legte am 16. Oktober 1954 die Profess ab. Am Priesterseminar der Franziskaner in Santiago de Compostela absolvierte er das Studium der Katholischen Theologie, das er mit dem Lizenziat abschloss. Amigo Vallejo wurde durch den Erzbischof von Santiago de Compostela, Fernando Kardinal Quiroga y Palacios, zum Diakon geweiht und empfing am 17. August 1960 in Rom durch den Weihbischof in Santiago de Compostela, Miguel Nóvoa Fuente, das Sakrament der Priesterweihe. Nach weiterführenden Studien erwarb er am Athenaeum Antonianum de Urbe ein Lizenziat im Fach Philosophie und an der Universidad de Madrid ein Lizenziat im Fach Psychologie.
Anschließend lehrte Carlos Amigo Vallejo Wissenschaftsphilosophie und Anthropologie an verschiedenen Priesterseminaren in Spanien. Ab 1970 war er Provinzial der Ordensprovinz Santiago de Compostela der Franziskaner.
Am 17. Dezember 1973 ernannte ihn Papst Paul VI. zum Erzbischof von Tanger. Der Erzbischof von Toledo, Marcelo Kardinal González Martín, spendete ihm am 28. April 1974 in der Madrider Kirche San Francisco el Grande die Bischofsweihe; Mitkonsekratoren waren der Erzbischof von Valladolid, Félix Romero Menjíbar, und der emeritierte Erzbischof von Tanger, Francisco Aldegunde Dorrego OFM. Sein Wahlspruch Gratia et pax („Gnade und Frieden“) stammt aus 2 Petr 1,2 . Seit seiner Zeit in Tanger engagierte sich Carlos Amigo Vallejo besonders im Bereich des Dialogs zwischen Christen und Muslimen in Nordafrika sowie mit dem Judentum. Außerdem setzte er sich für die Aufnahme diplomatischer Beziehungen zwischen Marokko und dem Heiligen Stuhl ein. Darüber hinaus vermittelte er mehrmals bei Konflikten zwischen den nordwestafrikanischen Ländern und Spanien und gründete Sozialzentren für muslimische Frauen. Amigo Vallejo gehörte im Februar 1976 der Delegation des Heiligen Stuhls beim vom Sekretariat für Nicht-Christen und von der Libyschen Arabischen Republik organisierten christlich-islamischen Dialogforum in Tripoli an. 1977 nahm er an der vierten ordentlichen Vollversammlung der Bischofssynode zum Thema Die Katechese in unserer Zeit teil.
Papst Johannes Paul II. bestellte ihn am 22. Mai 1982 zum Erzbischof von Sevilla. Die Amtseinführung erfolgte am 29. Juni desselben Jahres. Carlos Amigo Vallejo war 1983 Teilnehmer der sechsten ordentlichen Vollversammlung der Bischofssynode zum Thema Versöhnung und Buße in der Sendung der Kirche von heute und 1994 der neunten ordentlichen Vollversammlung der Bischofssynode zum Thema Das geweihte Leben und seine Sendung in Kirche und Welt. 1989 forcierte er den Verkauf des San-Telmo-Palasts an die Regierung der Region Andalusien. 1992 nahm Amigo Vallejo an der vierten Generalkonferenz des Lateinamerikanischen Bischofsrats (CELAM) in Santo Domingo teil. Am 18. März 1995 zelebrierte er mit der Hochzeitsmesse der Infantin Elena von Spanien die erste königliche Hochzeit in Spanien seit 1906. Am 21. Oktober 2003 nahm ihn Johannes Paul II. als Kardinalpriester mit der Titelkirche Santa Maria in Monserrato degli Spagnoli ins Kardinalskollegium auf. Die Besitzergreifung seiner Titelkirche fand am 27. April 2004 statt.
In der Spanischen Bischofskonferenz gehörte Amigo Vallejo dem Exekutivkomitee (1984–1987 und 2005–2009) an und fungierte als Vorsitzender der Kommission für die 500-Jahr-Feier der Evangelisierung Amerikas (1984–1993), der gemeinsamen Kommission der Bischöfe und der höheren Ordensoberen (1993–1999) und der Missionskommission (1999–2005). Außerdem war er Verantwortlicher für die Organisation des 45. Eucharistischen Weltkongresses in Sevilla (1993).
Am 5. November 2009 nahm Papst Benedikt XVI. sein aus Altersgründen vorgebrachtes Rücktrittsgesuch vom Amt des Erzbischofs von Sevilla an. 2011 war Carlos Amigo Vallejo Päpstlicher Legat bei der 500-Jahr-Feier der Errichtung der ersten amerikanischen Diözesen und 2012 bei der 500-Jahr-Feier der Ankunft des ersten Bischofs in Puerto Rico.
Amigo Vallejo war seit 2013 Großprior der westspanischen Statthalterei (España Occidental) des Ritterordens vom Heiligen Grab zu Jerusalem. Bereits seit 2003 war er Groß-Protektor des Mercedarier-Familiarenzweiges Real Compagnia di Santa Maria della Mercede – zeitweilig neben Fra Mariano La Barca Araja, dem 86. Generalmagister des Mercedarierordens (Mercedarier) von 1998 bis 2004.
Kardinal Amigo Vallejo nahm am Konklave 2005 sowie am Konklave 2013 teil. Im März 2019 wurde in der Nähe des Erzbischöflichen Palasts von Sevilla eine Straße nach ihm benannt. Amigo Vallejo starb am 27. April 2022 im Universitätsklinikum von Guadalajara an den Folgen eines Sturzes und wurde in der Capilla de San Pablo der Kathedrale von Sevilla beigesetzt.

## Mitgliedschaften in der römischen Kurie
Carlos Kardinal Amigo Vallejo war bis 2009 Mitglied der folgenden Räte der Römischen Kurie:
- Päpstlicher Rat für die Pastoral im Krankendienst (seit 2002[13], bestätigt 2003[14])
- Päpstliche Kommission für Lateinamerika (seit 1990[15], bestätigt 1995[16] und 2000[17])

## Mitgliedschaften, Ehrungen und Auszeichnungen
- Mitglied der Reales academias de Medicina, Buenas Letras und Bellas Artes von Sevilla[2]
- Mitglied der Academia de Ciencias Sociales y Medio Ambiente von Andalusien[7]
- Großmeister ad honorem des Orden de Caballeros de San Clemente y San Fernando (Sevilla)[18]
- Ehrenmitglied der Bruderschaft Jesús Atado a la Columna in Medina de Rioseco[18]
- Mitglied der Nationalen Kommission für die 500-Jahr-Feier der Entdeckung Amerikas[7]
- Mitglied des Expertenkomitees für die Weltausstellung 1992[7]
- Februar 1995: Großkreuz in Silber des Orden al Mérito de los Padres de la Patria Dominicana der Dominikanischen Republik[18]
- Februar 1995: Ehrendoktorwürde der Universidad Tecnológica del Cibao[2]
- 2000: Ehrenbürger Andalusiens[18]
- September 2000: Silbermedaille der Republik Panama[2]
- 30. Mai 2007: Ehrenbürger von Sevilla[18]
- 28. Januar 2008: Preis El Llamador des andalusischen Radiosenders Canal Sur Radio[18]
- 24. September 2010: Silbermedaille für soziale Verdienste im Strafvollzug[18]
- 25. Juli 2021: Ehrenmitglied der Pontifica, Real e Ilustre Hermandad Matriz de Nuestra Señora del Rocío in Almonte[19]

## Schriften (Auswahl)
- Dios clemente y misericordioso: experiencia religiosa de cristianos y musulmanes (= Hombre y vida). Ediciones Paulinas, Madrid 1981, ISBN 978-84-285-0827-8.
- Testigos del amor a la Iglesia: aproximación a una eclesiología de la vida religiosa. Instituto Teológico de Vida Religiosa, Madrid 1984, ISBN 978-84-85167-82-1.
- La Gracia que hay en ti: carta espiritual a los servidores del Pueblo de Dios (= Colección Pastoral aplicada. Band 124). PPC, Madrid 1985, ISBN 978-84-288-0707-4.
- Evangelización y ministerio pastoral. PPC, Madrid 1995, OCLC 1244721798.
- Mi vida descansa en Dios (= Nuevos fermentos. Band 28). San Pablo, Madrid 1995, ISBN 978-84-285-1821-5.
- Profetas para el 2000: lectura y comentario de la exhortación „Vita Consecrata“ (= Colección „Siglo XXI“. Band 4). Publicaciones Claretianas, Madrid 1998, ISBN 978-84-7966-158-8.
- Humanismo y esperanza. Biblioteca de Autores Cristianos, Madrid 1999, ISBN 978-84-7914-413-5.
- Tú eres Dios! Desclée de Brouwer, Bilbao 2001, ISBN 978-84-330-1644-7.
- Cristianos y musulmanes (= Biblioteca de autores cristianos, Popular. Band 155). Biblioteca de Autores Cristianos, Madrid 2003, ISBN 978-84-7914-659-7.
- Religiosidad popular (= Pastoral. Band 27). Promoción Popular Cristiana, Boadilla del Monte 2008, ISBN 978-84-288-2077-6.
- Islam y cristianismo: conocimiento y diálogo (= Estudios y ensayos. Pastoral. Band 226). Biblioteca de Autores Cristianos, Madrid 2018, ISBN 978-84-220-2029-5.
- A tiempos recios, virtudes bien templadas: cartas para vivir desde la humanización. PPC, Madrid 2020, ISBN 978-84-288-3628-9.